# William Holden
William Holden (William Franklin Beedle Jr.; O'Fallon, Illinois, 17 de abril de 1918-Los Ángeles, California, 16 de noviembre de 1981) fue un actor estadounidense. Fue el protagonista de reconocidas películas como Sunset Boulevard (1950); Stalag 17 (1953), con la que ganó el premio Óscar al mejor actor; Sabrina (1954); Love Is a Many-Splendored Thing (1955); El puente sobre el río Kwai (1957); The Wild Bunch (1969) y Network (1976). Fue incluido en la lista de las 10 estrellas más taquilleras en seis ocasiones (1954-1958, 1961), así como en la lista de los 25 más grandes actores del Hollywood clásico según el American Film Institute.

## Biografía

### Primeros años
William Franklin Beedle Jr. nació el 17 de abril de 1918, en O'Fallon (Illinois), hijo de Mary Blanche Beedle (nombre de soltera Ball), de profesión profesora, y de su marido William Franklin Beedle, químico industrial y analista de fertilizantes. Su familia se trasladó a Pasadena cuando él tenía tres años para que su padre ocupara el cargo de jefe del George W. Gooch Laboratories de Pasadena. Tuvo dos hermanos menores, Robert Westfield Beedle y Richard Porter Beedle. Una de sus abuelas paternas, Rebecca Westfield, nació en Inglaterra, mientras que los ancestros maternos vienen del condado de Lancaster después de emigrar de Inglaterra en el siglo XVII.
Su padre, un gran entusiasta del buen estado físico, le enseñó al joven Bill el arte de las volteretas y el boxeo. Cuando estudiaba en el South Pasadena High School, también se aficionó al fútbol americano y al béisbol y aprendió a ir a caballo, disparar y tocar el piano, clarinete y los tambores. Un viaje a Broadway le marcó de por vida y se conjuró para ser actor. Después de graduarse en el instituto, Holden fue al Pasadena Junior College, donde participó en obras de teatro radiofónicas.

### 1937-1943ː Primeros años de carrera artística
En 1937 y mientras estaba aún en la universidad, fue descubierto por el cazatalentos de Paramount Eugene Curie en el Pasadena Workshop Theatre. William Holden fue contratado por un estudio cinematográfico de seis meses a razón de 50 dólares a la semana. Su primer papel, de carácter secundario, fue al año siguiente en Prison Farm. 
Después de barajar diferentes nombres artísticos - como Randolph Carey o Taylor Randolph - el departamento de publicidad se decidió por el de Holden. Una de las versiones con las que se especula sobre cómo adoptó el nombre artístico de "Holden" lo encontramos en la crónica de George Ross en Billboard en 1939: 

"William Holden, el muchacho que acababa de firmar por el codiciado papel principal en Golden Boy, se llama Bill Beadle [sic]. Y así es como esta en su primer crédito en una película. Pero en la plantilla de Columbia hay un ayudante de dirección y cazatalentos llamado Harold Winston. No hace mucho, se divorció de la actriz, Gloria Holden, pero llevó el anillo después de la ruptura matrimonial. Winston, descubridor del recién llegado Golden Boy, le cambió el nombre, en honor a su exmujer!"

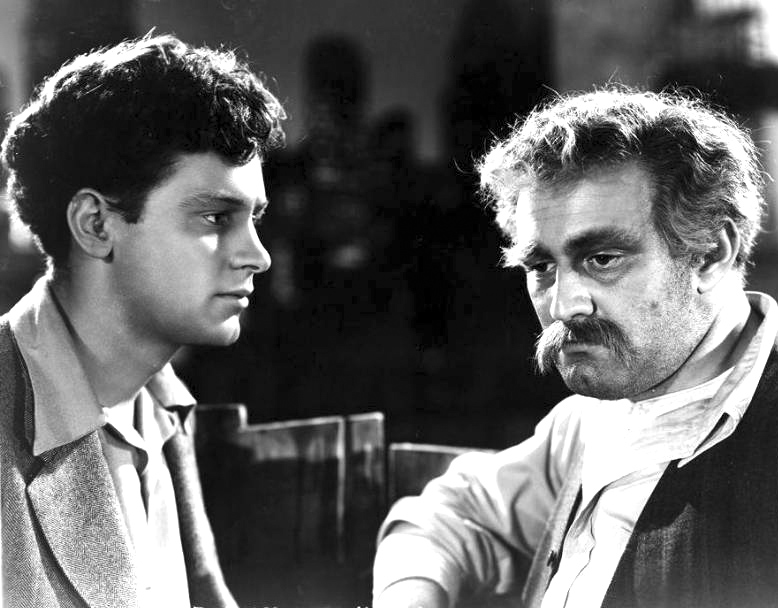
Con Lee J. Cobb en su primer papel protagonista en Sueño dorado (1939)

Su primera interpretación como protagonista la realizó en 1939 en Sueño dorado (Golden Boy), coprotagonizando con Barbara Stanwyck, en el que interpreta a un violinista que se convierte en boxeador. El film, producido por Columbia, que había negociado la cesión de la Paramount (productora con que el tenía el contrato). Holden era áun un actor desconocido cuando rodó esta películas, al contrario de Stanwyck que ya era una estrella. A ella le gustaba Holden y se desvivió para ayudarlo a tener éxito, dedicando su tiempo personal a entrenarlo y alentarlo, lo que los convirtió en amigos para toda la vida. Cuando Stanwyck recibió el Óscar honorífico en la ceremonia de 1982, Holden había fallecido unos meses antes. Al final de su discurso, quiso hacerle su particular homenaje: "Lo quería mucho, y lo extraño. Siempre deseó que yo obtuviera un Oscar. Y así esta noche, mi chico dorado, obtuviste tu deseo".
El éxito de Golden Boy hizo que Columbia adquiriera la mitad de su contrato. Los siguientes proyectos fueron un ascenso de Holden en el mundo de la interpretación. Protagonizó junto a George Raft y Humphrey Bogart la película de gánsteres de la Warner Bros. Invisible Stripes (1939). Después de esto, volvió a la Paramount, para liderar el reparto junto a Bonita Granville la película romántica Those Were the Days! (1940) seguida de encarnar el papel de George Gibbs en la adaptación al cine de la novela Sinfonía de la vida (Our Town ) (1940), dirigida por Sol Lesser en la United Artists. El 1940 lo cerró con un western con Jean Arthur en Arizona, una película que tuvo una gran aceptación en la taquilla. 

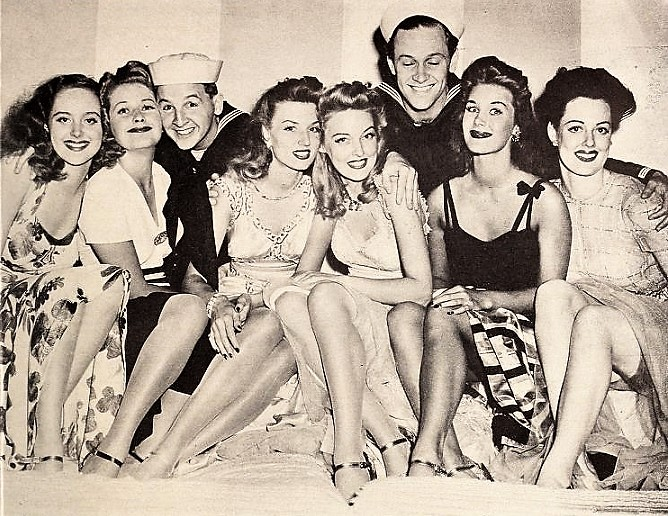
Holden (hombre de la derecha) junto al reparto de The Fleet's In (1942)

En 1941, hizo para la Paramount el popular film bélico Vuelo de águilas (I Wanted Wings) (1941) con Ray Milland y Veronica Lake. Ese año trabajó en otro western para Columbia, Texas con Glenn Ford. Al año siguiente, empezó interviniendo en la comedia musical de Paramount, Rivales por un beso (The Fleet's In) (1942) con Eddie Bracken, Dorothy Lamour y Betty Hutton. Y le siguieron la producción de la Paramount The Remarkable Andrew (1942) con Brian Donlevy, Meet the Stewarts para la Columbia y Juventud ambiciosa (Young and Willing) (ambas en 1943). Por aquel entonces su salario ya había aumentado a 150 dólares a la semana.

### 1943-1949ː Guerra y carrera profesional en la posguerra
Holden sirvió como segundo y después como primer teniente de la United States Army Air Force durante la Segunda Guerra Mundial, donde actuó en películas de entrenamiento para la First Motion Picture Unit como Reconnaissance Pilot de 1943. Su hermano Robert ("Bobbie") fue piloto de combate y murió en acto de guerra en la Segunda Guerra Mundial, sobre Nueva Irlanda, isla ocupada por los japoneses en el Pacífico Sur. 
Después del final de la guerra, fue dado de baja y regresó a Hollywood para volver a interpretar personajes similares en películas similares. Más tarde comentó que no encontró "ningún interés ni disfrute" en retratar el mismo tipo de "papeles sin sentido de buen chico en películas sin sentido". Así, en 1947, se le pudo ver en Cuatro hermanos la querían (Blaze of Noon) (1947), dirigida por John Farrow a la que le siguió la comedia romántica Querida Ruth (Dear Ruth) y acabó el año con un cameo en Variety Girl (1947). En 1948, RKO pidió prestado al actor a la Paramount para compartir reparto con Robert Mitchum y Loretta Young en Raquel y el extranjero (Rachel and the Stranger) y la 20th Century Fox hizo lo propio para que trabajara en la película Apartamento para Peggy (Apartment for Peggy) (1948). Para Columbia, protagonizó dos film noirs, Cerco de odio (The Dark Past) (1948), El hombre de Colorado (The Man from Colorado) (1949) y Papá es soltero (Father Is a Bachelor) (1950). Para la Paramount, la propia productora de la que dependía su contrato, hizo otro western, Tres tejanos (Streets of Laredo ) (1949) y para Columbia hizo tándem con Lucille Ball en Miss Grant Takes Richmond (1949) y la secuela de Dear Ruth, Querido esposo (Dear Wife) (1949).

### 1950-1953ː Billy Wilder, figura clave en su estrellato

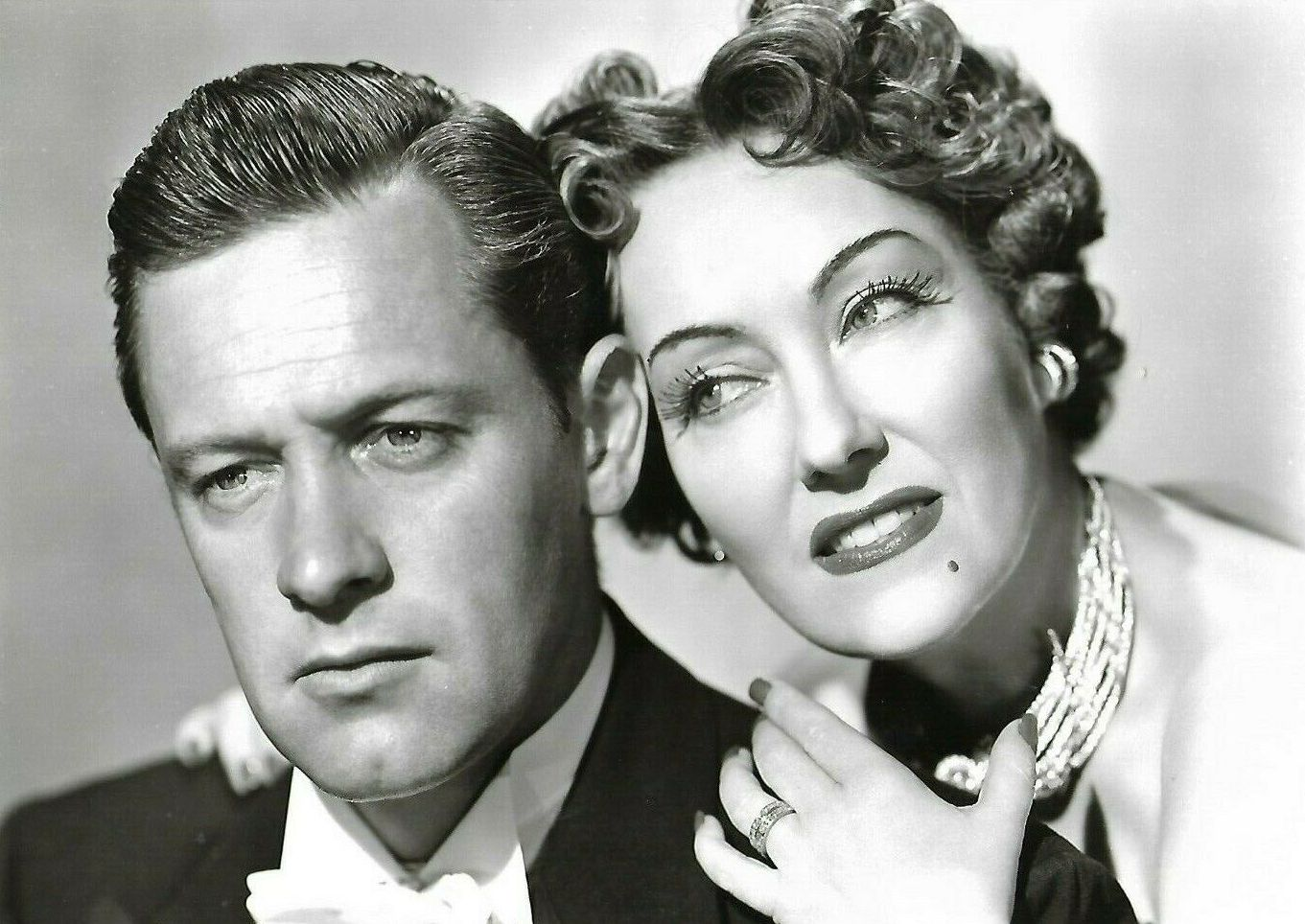
Holden y Gloria Swanson en una foto promocional de El crepúsculo de los dioses (1950)

Billy Wilder lo llamó para protagonizar El crepúsculo de los dioses (Sunset Boulevard), donde interpretó a un guionista en horas bajas que es capturado por una estrella del cine mudo, interpretada por Gloria Swanson. Holden ganó su primera nominación al Oscar de Mejor Actor con su actuación.
Conseguir el papel fue un golpe de suerte para Holden, ya que Montgomery Clift era el actor seleccionado inicialmente, pero rescindió su contrato. Swanson dijo posteriormente, "Bill Holden era el típico hombre del yo podía caer enamorada. Era la perfección dentro y fuera de la pantalla." Y Wilder comentó de él "Bill era un tipo complejo pero un amigo inquebrantable. Era una estrella innata. Cualquier mujer se enamoraba de él." Paramount volvió a reunir a Holden con Nancy Olson, una de sus compañeras de Sunset Boulevard, en Estación Unión (Union Station) (1950).
En ese 1950, Holden tuvo otro éxito cuando acompañó a Judy Holliday en la adaptación a la gran pantalla del éxito de Broadway Nacida ayer (Born Yesterday) dirigida por George Cukor. En 1951, hizo dos películas más con Olson: La fuerza de las armas (Force of Arms) en la Warner Bros. dirigida por Michael Curtiz y Comando submarino para la Paramount. Holden hizo una comedia de corte deportiva para Columbia, El tramposo (Boots Malone) (1952), para volver a la Paramount con Un hombre acusa (The Turning Point) (1952).

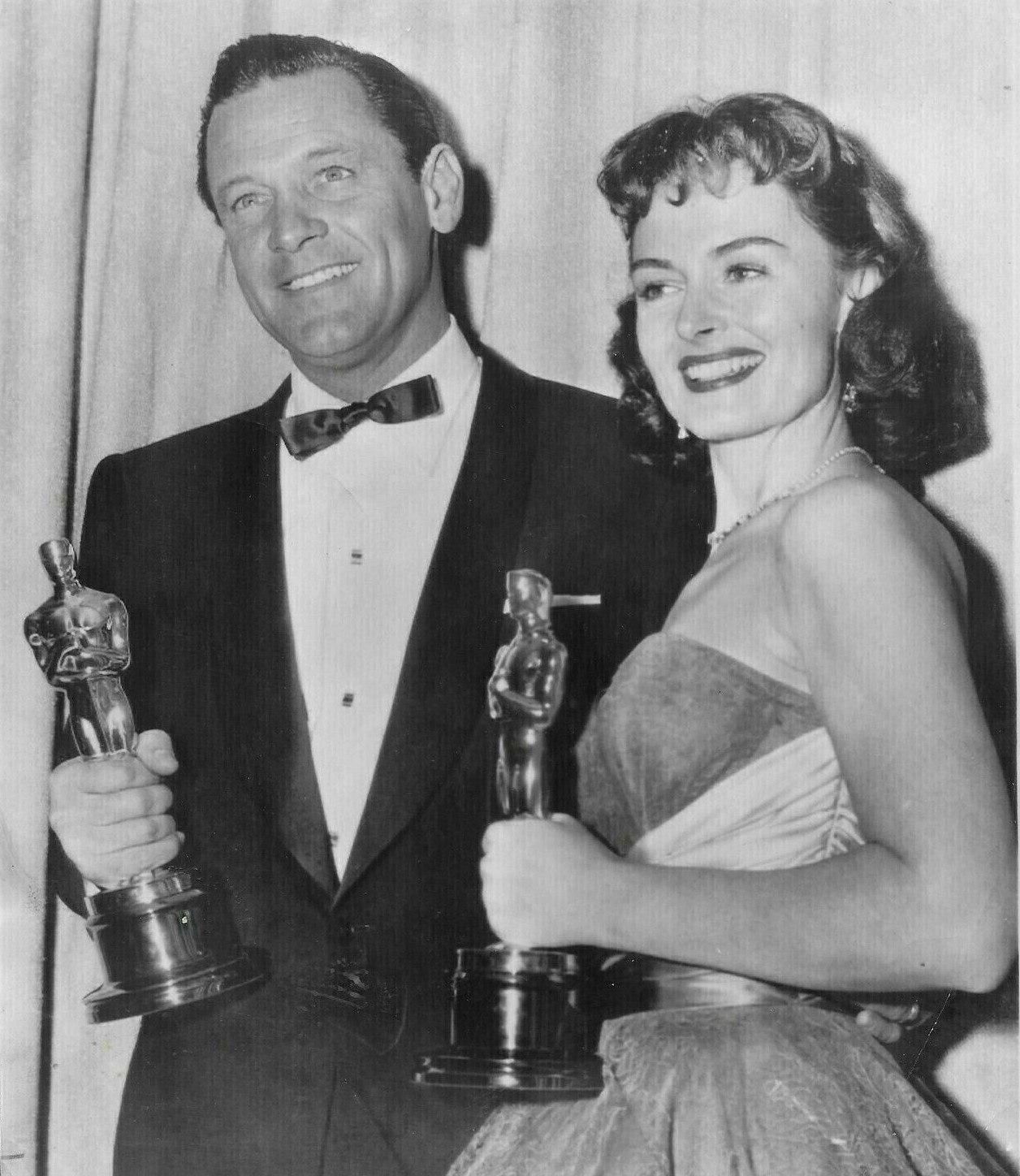
Holden con el Óscar al mejor actor de 1954

En todo caso, su éxito en Sunset Boulevard le abrió el camino a personajes más moralmente ambiguos. Un ejemplo de ello sería su colaboración nuevamente Billy Wilder en otro papel donde brillaría con luz propia. Se convirtió en el protagonista de Traidor en el infierno (Stalag 17) (1953), con la que ganó el premio Óscar al mejor actor. 
A partir de ese momento, a Holden le llovieron las ofertas. Comenzó con diversos papeles de comedia ligera, como el guapo arquitecto que persigue a una virginal Maggie McNamara en La luna es azul (The Moon is blue), que fue un gran éxito en taquilla y, a la vez produjo una gran polémica por su contenido. En la Paramount, encarnó a un como un dramaturgo cautivado por Ginger Rogers en Forever Female (1953), que no tuvo una buena aceptación en taquilla y el western para la MGM, Fort Bravo (Escape from Fort Bravo) no fue mucho mejor. En cambio, La torre de los ambiciosos (Executive Suite), dirigida por Robert Wise y en la que vuelve a trabajar con su gran amiga Barbara Stanwyck, resultó ser un gran éxito.

### 1954-1957ː Sus años dorados

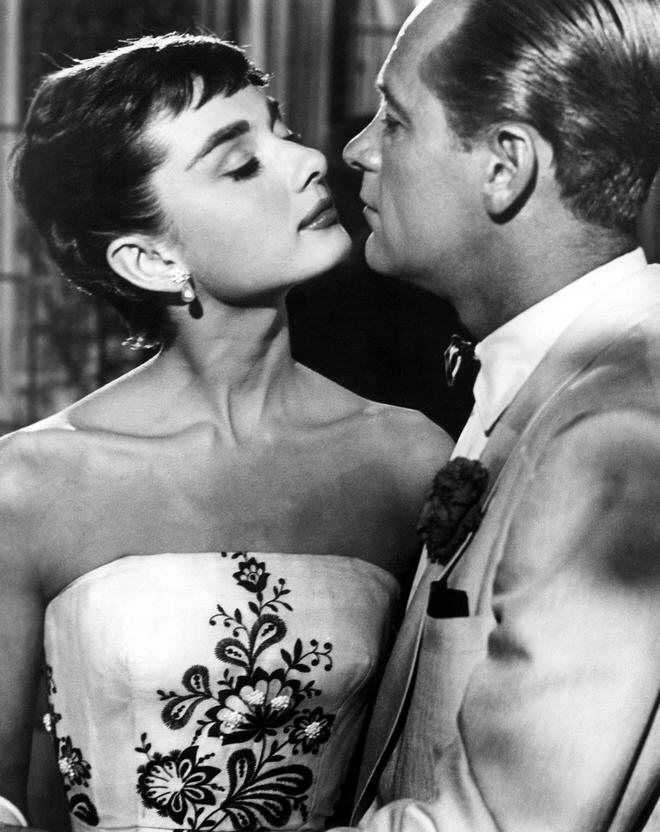
Con Audrey Hepburn en Sabrina (1954)

Holden hizo su tercera y exitosa colaboración con Wilder, Sabrina (1954), junto a Audrey Hepburn y Humphrey Bogart. Holden y Hepburn se involucraron sentimentalmente durante la filmación, sin que Wilder lo supiera: "La gente en el set me dijo más tarde que Bill y Audrey estaban teniendo una aventura, y todos lo sabían. Bueno, ¡no todos! Yo no lo sabía.": 174  La relación entre Bogart, Hepburn y Holden fueron más tensas ya que Bogart quería que su mujer, Lauren Bacall, interpretara a Sabrina. Bogart no fue muy amable con Hepburn, que acababa de empezar en Hollywood, mientras que la reacción de Holden fue totalmente contraria, según el biógrafo Michelangelo Capua. Holden recuerda de su romance:

Incluso antes de conocerla, estaba enamorado de ella, y después de conocerla, solo un día después, sentí como si fuéramos viejos amigos, y la protegí bastante ferozmente, aunque no de una manera posesiva.

 Su relación no fue mucho más allá del rodaje. Holden, que en este punto ya era un alcohólico, dijo, "Estaba realmente enamorado de Audrey, pero no se hubiera casado conmigo." Los rumores apuntan a que Hepburn quería formar una familia pero que Holden le dijo que se había hecho una vasectomía y que era imposible que pudiera tener hijos, por lo que ella lo dejó. (Unos meses después, Hepburn conoció a Mel Ferrer, con quien más tarde se casó y tuvo un hijo Sean Hepburn Ferrer.)
Esos años, Holden era un imán para la taquilla con títulos memorables. En 1954, protagonizó La angustia de vivir (The Country Girl) (1954) con Bing Crosby y Grace Kelly y dirigida por George Seaton basándose en la obra de Clifford Odets. A éste, le seguirían Los puentes de Toko-Ri (The Bridges at Toko-Ri), un drama bélico nuevamente con Kelly. En 1969, mencionó entonces que guardaba especial cariño a este rodaje. Ese año sería portada de la revista Life. 
El 7 de febrero de 1955, Holden apareció como estrella invitada en I Love Lucy. Sus años dorados con la taquilla siguió con La colina del adiós (Love Is a Many-Splendored Thing) de Henry King con Jennifer Jones y Picnic (1955), un éxito de Broadway de William Inge con la que comparte pantalla con Kim Novak. Picnic sería además su última película bajo el contrato con Columbia. 
Los siguientes títulos Los héroes también lloran (The Proud and Profane) (1956) y Al borde del infierno (Toward the Unknown) (1957), en la que además él mismo es el productor, no funcionaron tan bien en taquilla.

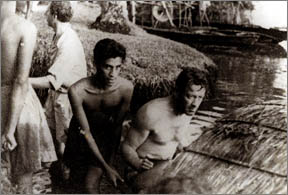
Holden y Chandran Rutnam en un momento del rodaje de El puente sobre el río Kwai (1957).

Holden hizo otro de sus papeles más míticos al ponerse en la piel de Comandante Shears en El puente sobre el río Kwai (The Bridge on the River Kwai), dirigida por David Lean compartiendo protagonismo con Alec Guinness, que fue un enorme triunfo de taquilla y crítica. Su negocio fue considerado uno de los más lucrativos de la historia del cine, por el que recibió el 10% de la taquilla, con lo que ganó más de dos millones y medio de dólares. Sin embargo, Holden estipuló que solo debería recibir un máximo de 50,000 por año de la película.

### 1958-1968ː Carreras con altos y bajos... y vida como multimillonario
Después del gran éxito (en el plano profesional y económico) de su participación en "El puente sobre el río Kwai", Holden siguió su carrera cinematográfica con el desahogo de tener un futuro económico más que asegurado. De hecho invirtió en varias empresas e incluso en una emisora de radio de Hong Kong. Al final de la década de los 50, trasladó su residencia en Ginebra y gastó su tiempo en viajar por el mundo. En los 60, fundó el Mount Kenya Safari Club con el millonario del petróleo Ray Ryan y el banquero suizo Carl Hirschmann.
Su ferviente defensa de la conservación de la vida silvestre ahora consumía más de su tiempo que su actuación. Y sus películas se resintieron. Su siguiente película fue el film bélico de Carol Reed La llave (The Key) (1958) con Trevor Howard y Sophia Loren. Su siguiente proyecto en 1959 fue el de cirujano militar en la Guerra Civil norteamericana de Misión de audaces (The Horse Soldiers)con John Ford (1959) junto a John Wayne, que fue un fracaso en taquilla. Columbia no pudo llegar a un acuerdo con él para protagonizar Los cañones de Navarone. El actor pedía por su intervención en el proyecto 750,000 dólares y un 10% de la taquilla, una cantidad que según la productora, excedía el salario conjunto de los otros tres protagonistas Gregory Peck, David Niven y Anthony Quinn.

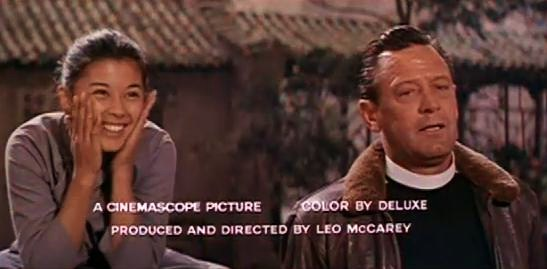
Holden con France Nuyen en Satán nunca duerme en 1961.

Holden cosechó otro éxito con El mundo de Suzie Wong (The World of Suzie Wong) (1960) con Nancy Kwan y dirigida por Richard Quine, con los exteriores rodados en Hong Kong. Menos populares fue Satán nunca duerme (Satan Never Sleeps) (1961), obra póstuma de Clifton Webb y Leo McCarey; Espía por mandato (The Counterfeit Traitor) (1962), tercera colaboración con Seaton y El león (The Lion) (1962), con Trevor Howard y Capucine. Este último fue rodado en África y despertó la fascinación de Holden por el continente que duraría el resto de su vida.
En esta época, Holden continuaba trabajando asiduamente luchando contra la taquilla con películas más o menos célebres. Encuentro en París (Paris When It Sizzles) (1964) nuevamente con Hepburn que, aunque fue rodada en 1962 no se pudo estrenar hasta dos años después, la aventura romántica El séptimo amanecer (The 7th Dawn) (1964) con Capucine y Susannah York, una aventura romántica rodada durante la Emergencia Malaya producida por Charles K. Feldman, el western Alvarez Kelly (1966), y La brigada del diablo (The Devil's Brigade) (1968). También fue una de las muchas estrellas que se juntaron en la comedia de espías Casino Royale (1967).

### 1969-1981ːGrupo salvajey últimos papeles

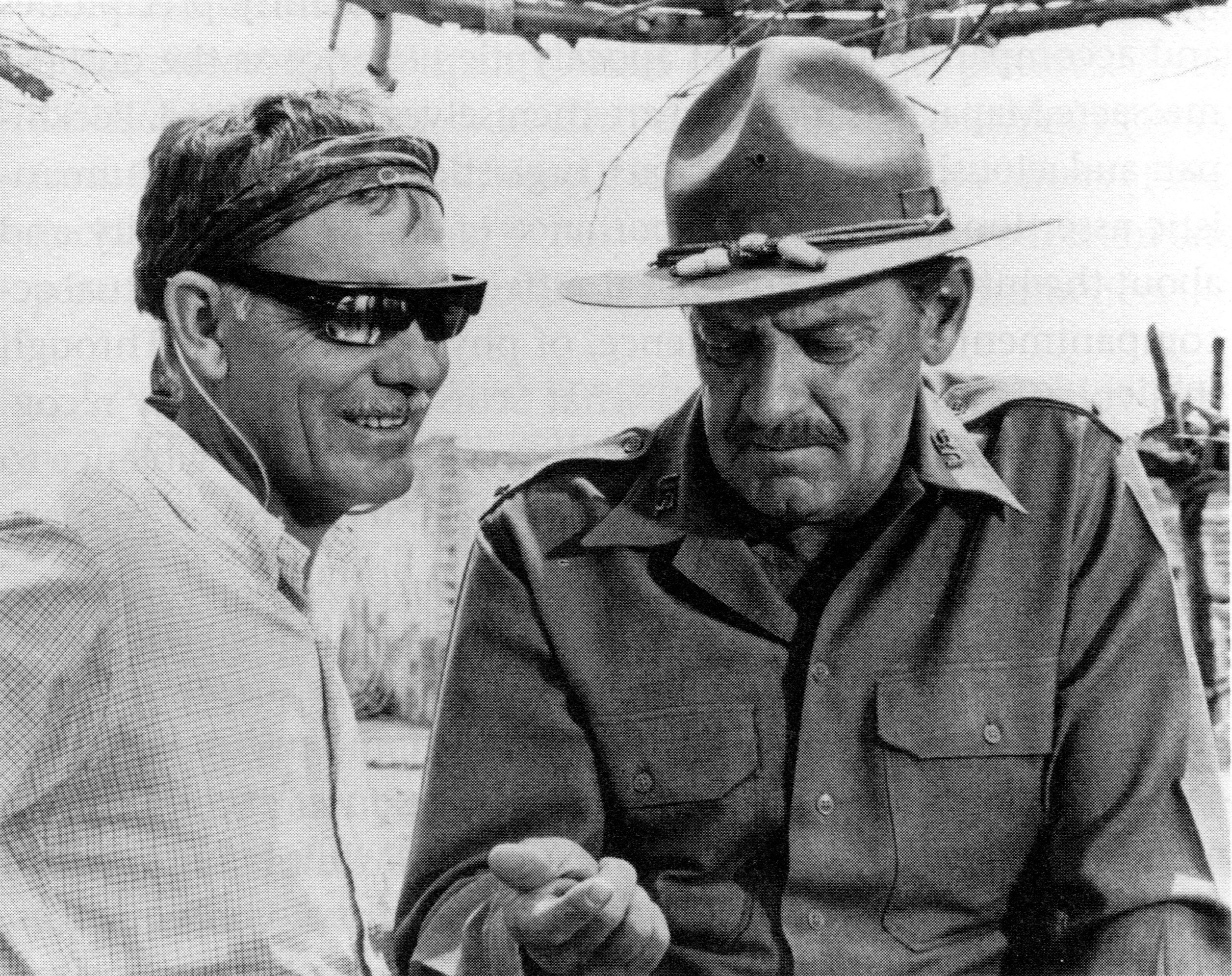
Holden y ̟el director Sam Peckinpah en uno de los descansos del rodaje de Grupo salvaje (1969).

En 1969, Holden hizo Grupo salvaje (The Wild Bunch) de director Sam Peckinpah, ganando la aclamación de crítica y público. Ese mismo año, Holden trabajó con el director Terence Young en el film familiar Vidas truncadas (L'Arbre de Noël), junto a la actriz italiana Virna Lisi y Bourvil, basada en la novela homónima de Michel Bataille. Holden hizo un Western con Ryan O'Neal en la película de Blake Edwards, Dos hombres contra el Oeste (Wild Rovers) (1971) sin mucho éxito. Tampoco lo tuvo otro western Los vengadores (The Revengers) en 1972.
En 1973, Holden protagonizó junto a Kay Lenz la película Primavera en otoño (Breezy) dirigida por Clint Eastwood, que fue considerado un fracaso de taquilla. También en 1974, Holden encabeza junto a Paul Newman y Steve McQueen en la aclamada e ícono de película de desastre El coloso en llamas (The Towering Inferno), que fue una de los mayores éxitos en taquilla de la filmografía de Holden.
Para la televisión, en 1974, Holden ganó el Premio Emmy al mejor actor principal en miniserie o telefilm por su interpretación de polícía verterano y cínico en el telefilm El caballero de azul (The Blue Knight), basado en el best seller homónimo de Joseph Wambaugh.
Dos años después, fue nominado a los Óscar por última vez por su aparición en el clásico de Sidney Lumet Network (1976), un examen a los medios de comunicación escrito por Paddy Chayefsky, interpretando una versión anterior del tipo de personaje por el que se había vuelto icónico en la década de 1950, solo que ahora más hastiado y consciente de su propia mortalidad. En esa época también protagonizó el telefilm 21 horas en Munich (21 Hours at Munich) (1976).
En 1978, hizo su cuarta colaboración para Wilder con Fedora (1978). A ésta le siguió la secuela La maldición de Damien (Damien: Omen II) (1978) y un pequeño cameo en Escape to Athena (1978), que coprotagonizó su interés amoroso en la vida real
Stefanie Powers. Holden tuvo un pequeño papel secundario en Ashanti (1979) y volvió a acompañar a Paul Newman en otra película de desastre El día del fin del mundo (When Time Ran Out...) (1980), con poca repercusión en la taquilla. Sus dos últimos papeles fueron Mi nuevo campeón (The Earthling), en el que encarna a un moribundo enfermo de cáncer que vuelve a Australia al que el acompaña un huérfano (Ricky Schroder) y S.O.B. Sois honrados bandidos (S.O.B.) de Blake Edwards. Poco antes de morir, Holden había rechazado entrar en el guion de Jason Miller Cuando fuimos campeones (That Championship Season).

## Vida privada

### Relación sentimental y matrimonios

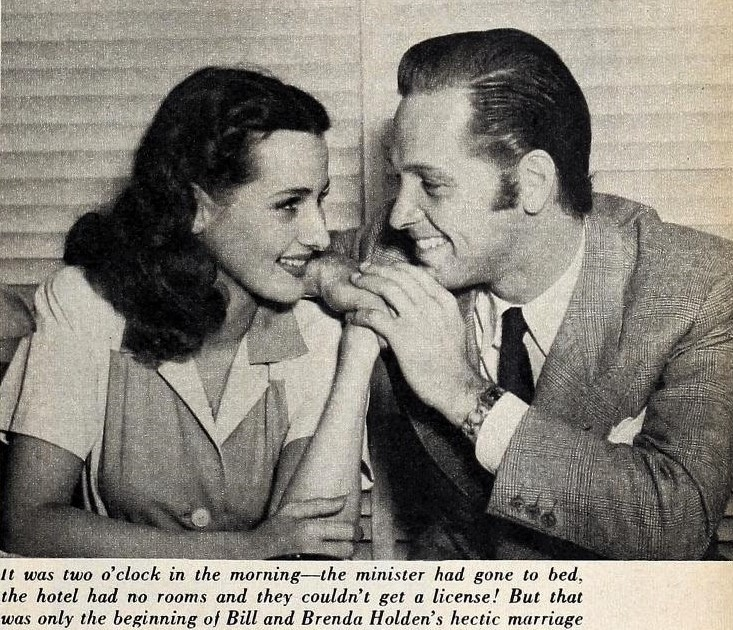
Holden con su esposa Brenda Marshall en 1955.

Holden tuvo una hija en 1937 de su relación con la actriz Eva May Hoffman. Desde 1941, estuvo casado durante treinta años con la actriz Brenda Marshall, relación que duró treinta años hasta que se divorció de ella en 1971. Tuvo dos hijos y adoptó a la hija del primer matrimonio de su esposa.
Cuando aún no se había divorciado de Marshall, Holden conoció a la actriz francesa Capucine a principios de los 60. Su relación duró dos años y se acabó (en palabras de la actriz) por los problemas de alcoholismo del actor. Capucine y Holden siguieron siendo amigos hasta la muerte de éste en 1981.
En 1972, Holden comenzó una relación de nueve años con la actriz Stefanie Powers y despertó su interés en el bienestar animal. Después de su muerte, Powers creó la William Holden Wildlife Foundation en el rancho que Holden tenía en el Mount Kenya Game.

### Vida personal

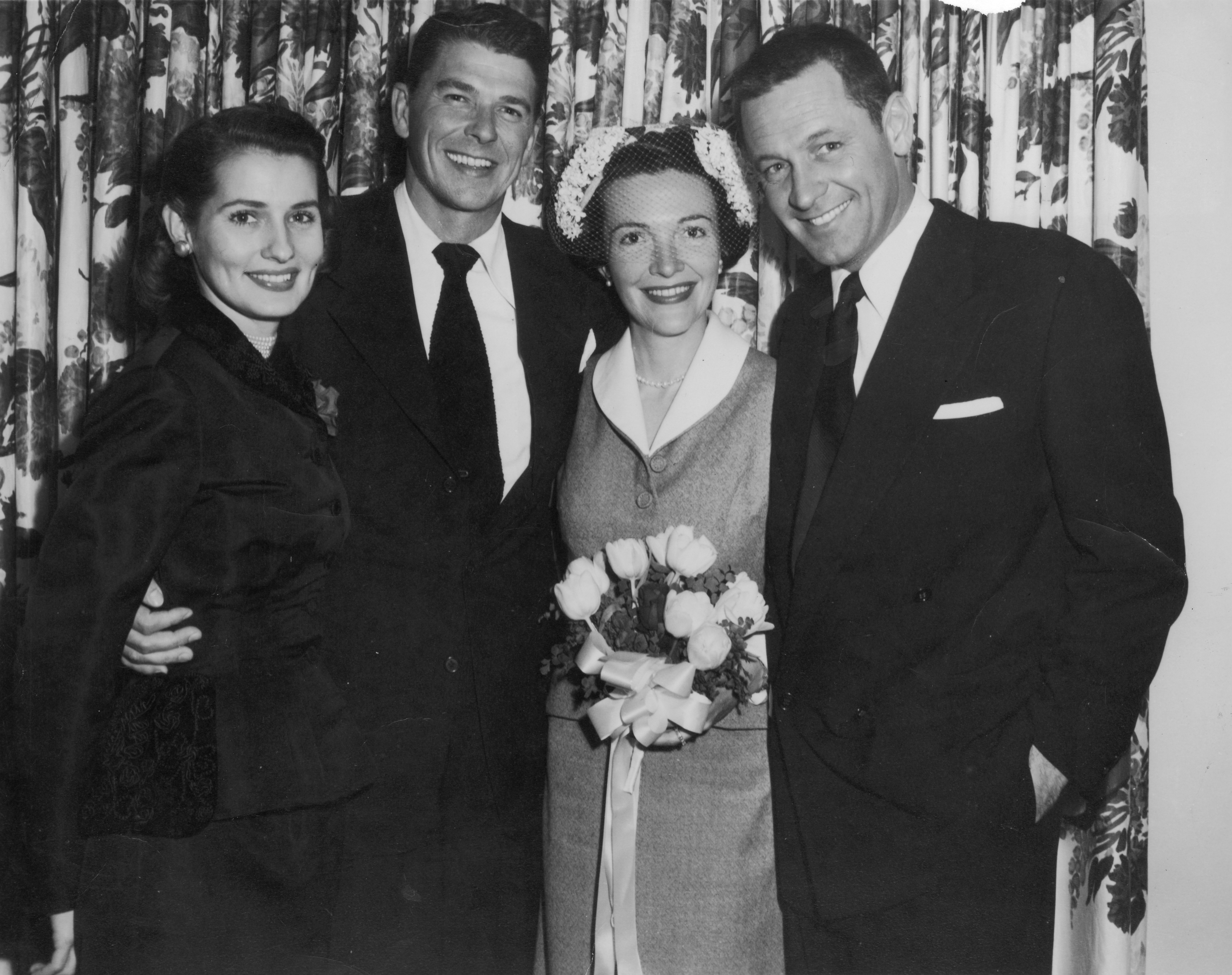
Madrina de honor Brenda Marshall (izquierda) y padrino William Holden en la boda de Ronald y Nancy Reagan de 1952.

Holden fue el padrino de boda de su amigo Ronald Reagan con la actriz Nancy Davis en 1952. A pesar de considerarse republicano, nunca de involucró en la política.
Mientras estaba en Italia en 1966, Holden fue responsable de la muerte de otro conductor por ir bebido cerca de Pisa. Tuvo una suspensión de ocho meses por conducción temeraria.
Holden mantuvo una casa en Suiza y también pasó gran parte de su tiempo trabajando para la conservación de la vida silvestre como socio gerente en una reserva de animales en África. Su Mount Kenya Safari Club en Nanyuki (fundado en 1959) era popular entre la jet set internacional. En un viaje a África, se enamoró de la vida silvestre y se preocupó cada vez más por las especies animales cuya población comenzaba a disminuir. Con la ayuda de sus socios, creó Mount Kenya Game Ranch e inspiró la creación de la William Holden Wildlife Foundation.

### Muerte

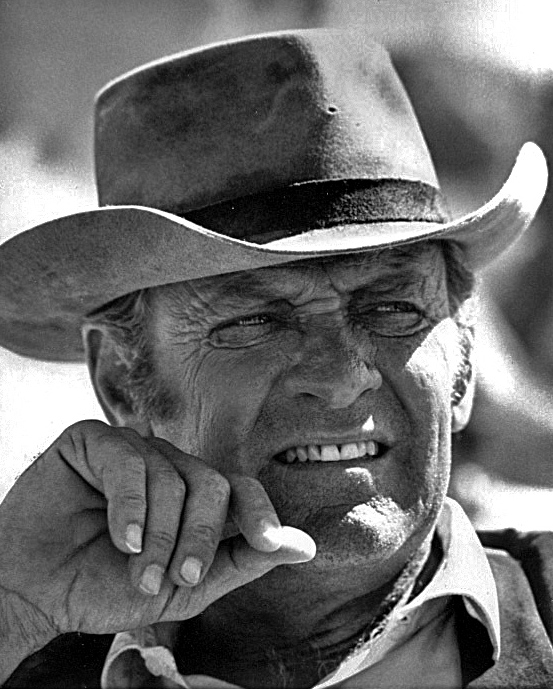
Holden en Los vengadores (1972)

Según el informe de la autopsia del forense del condado de Los Ángeles, Holden murió desangrado en su apartamento en Santa Mónica, California, el 12 de noviembre de 1981, después de lastimarse la frente al resbalar en una alfombra mientras estaba borracho y golpear una mesita de noche. La evidencia forense recuperada en la escena sugirió que estuvo consciente durante al menos media hora después de la caída. Su cuerpo fue encontrado cuatro días después. Los rumores afirmaba que tenía cáncer de pulmón, algo que el actor negó en rueda de prensa en 1980. En su autopsia no se hace referencia en ningún caso a ningún cáncer. Él dictó en su testamento que la Sociedad Neptuno lo cremara y esparciera sus cenizas en el Océano Pacífico. De acuerdo con sus deseos, no se realizaron servicios funerarios o conmemorativos.
El presidente Ronald Reagan dijo:"Tengo un gran sentimiento de dolor. Fuimos amigos cercanos durante muchos años. ¿Qué dirías de un viejo amigo? Una sensación de pérdida personal, un buen hombre. Nuestra amistad nunca se desvaneció".
Por su contribución a la industria del cine, Holden tiene una estrella en el paseo de la fama de Hollywood en el 1651 de Vine Street. También tiene una estrella en el paseo de la fama de St. Louis.

## Premios y distinciones
Premios Óscar
| Año  | Categoría   | Película               | Resultado |
| ---- | ----------- | ---------------------- | --------- |
| 1951 | Mejor actor | Sunset Boulevard       | Nominado  |
| 1954 | Mejor actor | Traidor en el infierno | Ganador   |
| 1977 | Mejor actor | Network                | Nominado  |

### Eponimia
El asteroide (9340) Williamholden recibió ese nombre en su honor.